# Radziwiłł-palæet (Vilnius)
Radziwiłł-palæet (litauisk: Radvilų rūmai) er et renæssancepalads i Vilnius gamle bydel, Litauen. Paladset er Radziwiłł-familiens største i Vilnius.

## Historie
Det er sandsynligt, at Mikołaj "den sorte" Radziwiłłs træpalæ i Vilnius lå samme sted. Det nuværende palads blev bygget efter ordre fra Janusz Radziwiłł mellem 1635 og 1653, efter tegninger af Jan Ullrich. Bygningen var ruin efter Zar-ruslands invasion 1655-1660 og forblev overset i århundreder. Det blev yderligere ødelagt under 1. verdenskrig, og kun den nordlige fløj af paladset overlevede. Til sidst blev det restaureret i 1980'erne, og en afdeling af det litauiske kunstmuseum er i dag placeret i paladset. En del af paladset har stadig behov for renovering.

## Arkitektur
Som den eneste eksisterende renæssancepalads i Vilnius har det træk af nederlandsk renæssance med manieristiske dekorationer, der er karrakteriske for litauisk renæssance arkitektur. Paladset oprindelige symmetriske grundplan er karakteristisk for bygninger i den sene franske renæssancestil og minder om Château de Fontainebleau og Palais du Luxembourg i Paris.